# Универзитет Привредна академија (Брчко)
Универзитет Привредна академија је приватни универзитет у Брчком. Основан је 2020. године, а прве студенте примио је током академске 2023/24. Пружа основне, мастер и докторске академске студије.

## Историја
Универзитет Привредна академија је самостална високошколска установа основана Одлуком Скупштине Брчко Дистрикта БиХ број 01-02-1040/20 од 14. октобра 2020. године, за све три циклуса академских и научних студија. Лиценцу за рад као и почетну акредитацију издало је Одјељење за образовање у Влади Брчко Дистрикта БиХ, број предмета УП-И-37-000232/21, број акта 07-1246ЗБ-025/23 од 7. фебруара 2023. године, за извођење сва три циклуса академских и научних студија.

## Организација
Универзитет Привредна академија се састоји од три факултета:
- Педагошки факултет
- Факултет техничких наука
- Пословни и правни факултет